# Olga Della-Vos-Kardovskaïa
Olga Della-Vos-Kardovskaïa (en russe : Ольга Людвиговна Делла-Вос-Кардовская) née le 2 septembre 1875, dans l'Empire russe à Tchernihiv et morte en 1952, à Leningrad, URSS, est une peintre et graphiste ukrainienne et russe.

## Biographie
Olga Della-Vos-Kardovskaïa est née dans la famille du conseiller d'état Ludvig Karlovitch Della-Vos (ru). L'année qui a suivi la naissance de sa fille, il est devenu conseiller d'état effectif ; puis il a été nommé président de la chambre de contrôle des comptes de Tchernigov. Le frère de son père Victor Della-Vos (ru) a été le premier directeur de l'université technique d'État de Moscou-Bauman (anciennement école technique impériale de Moscou).
De 1891 à 1894, elle étudie à l'école Schreider à Karkhov, puis de 1894 à 1899 à l'Académie d'art et d'industrie Stroganov de l'Académie des Beaux-arts de Moscou. Elle part ensuite à Munich, pour étudier à l'école Anton Ažbe, et y reste jusqu'en 1900.
Elle épouse le peintre russe Dmitri Kardovski en 1900.
De 1902 à 1917, Olga Della-Roc-Kardovskaïa participe à diverses expositions à l'Union des peintres russes, à la société Jar-tsvet (ru) et encore à d'autres associations, dont certaines à l'étranger. Ses tableaux sont exposés à la Galerie Tretiakov, au Musée russe, au Musée de la Révolution, etc.
De 1918 à 1924, elle réside sans interruption à Pereslavl-Zalesski.
En 1923, son tableau Un membre du Conseil militaire révolutionnaire d'URSS ; le camarade Innokenti Khalepski est exposé à l'exposition pour le quinquennat de l'Armée rouge. Cette même année, elle prend part également à l'exposition de l'Association des artistes de la Russie révolutionnaire.
En 1924, elle part s'installer à Moscou où elle dirige une classe de dessin dans des ateliers d'Art et d'Industrie. En 1924–1925, les tableaux d'Olga Della-Vos-Kardovskaïa sont exposés à New York. En 1925, 1926 et 1928, elle participe aux expositions de l'association Jar-tsvet. Elle a beaucoup travaillé dans le domaine de l'illustration de livres. En 1938, dans les salles de l'Académie des beaux-arts d'URSS à Moscou, une exposition conjointe présente ses œuvres et celles de Dmitri Kardovski.
Pendant la Seconde Guerre mondiale, elle déménage à Pereslavl-Zalesski. Après 1945, elle vit à Léningrad. Elle meurt en 1952 et est inhumée au cimetière Bogoslovskoïe à Saint-Pétersbourg.
En 1953, une exposition commémorative de l'artiste a eu lieu au musée de l'Académie des beaux-arts de l'URSS.

## Galerie

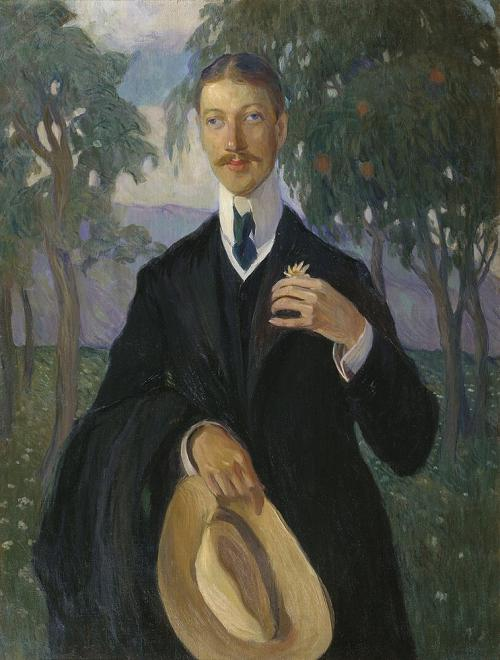
Portrait du poète Nikolaï Goumilev, 1909.
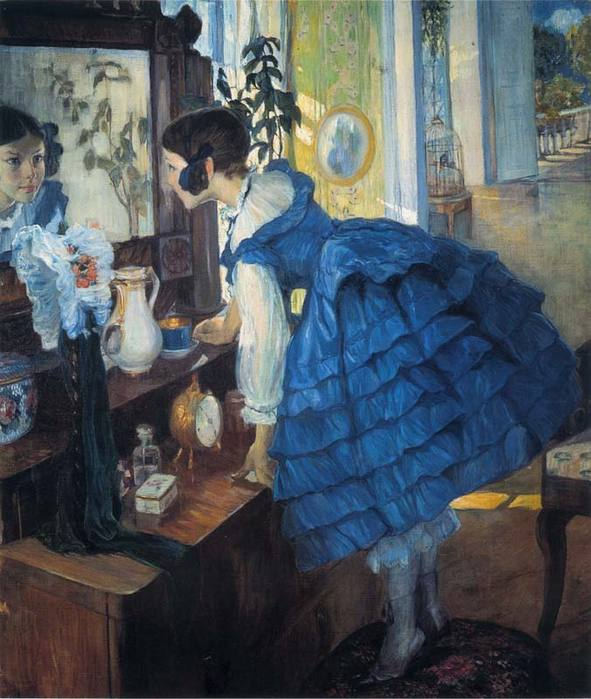
Petite jeune-fille (la fille de l'artiste), 1910.
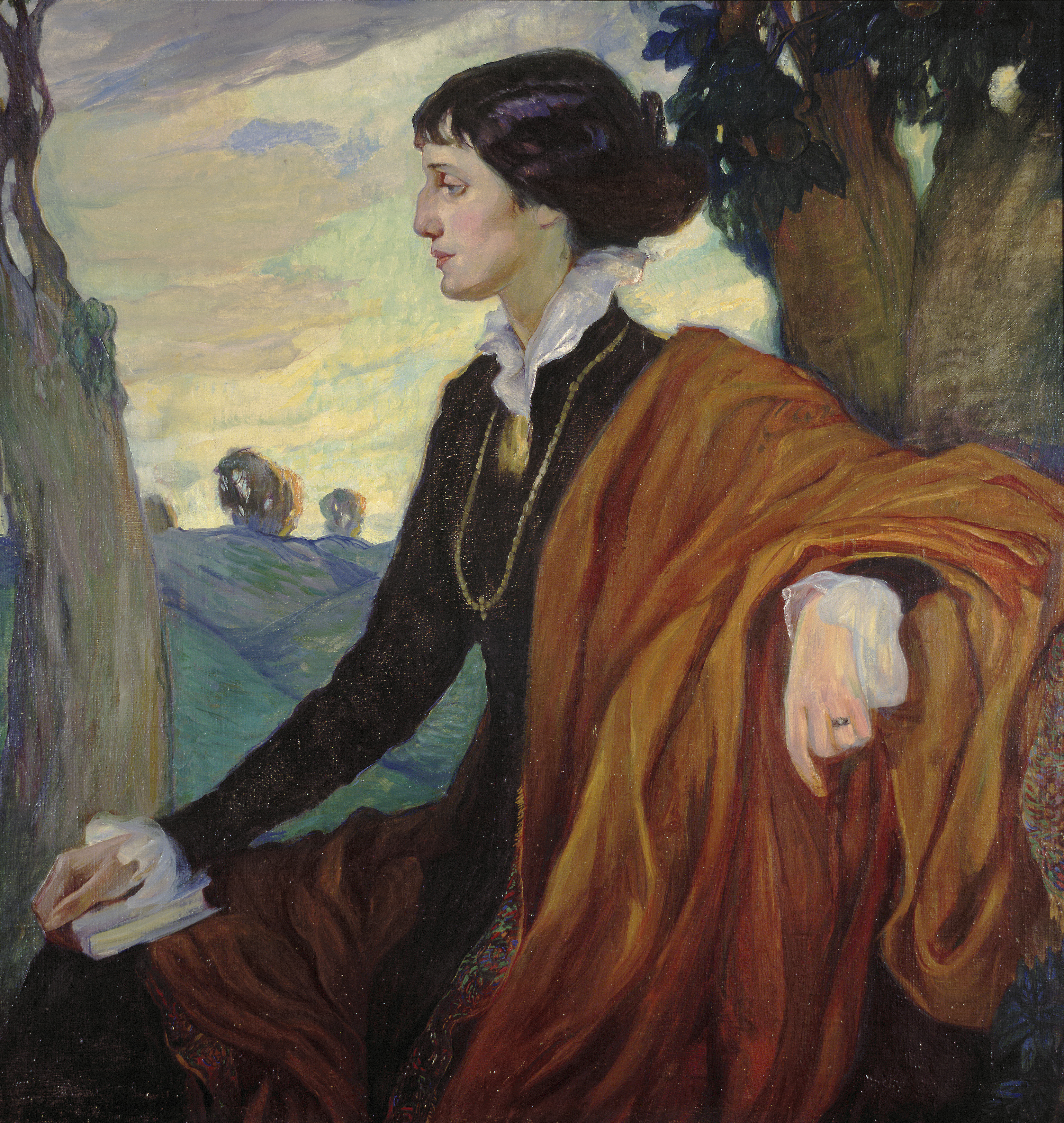
Portrait d'Anna Akhmatova, 1914.
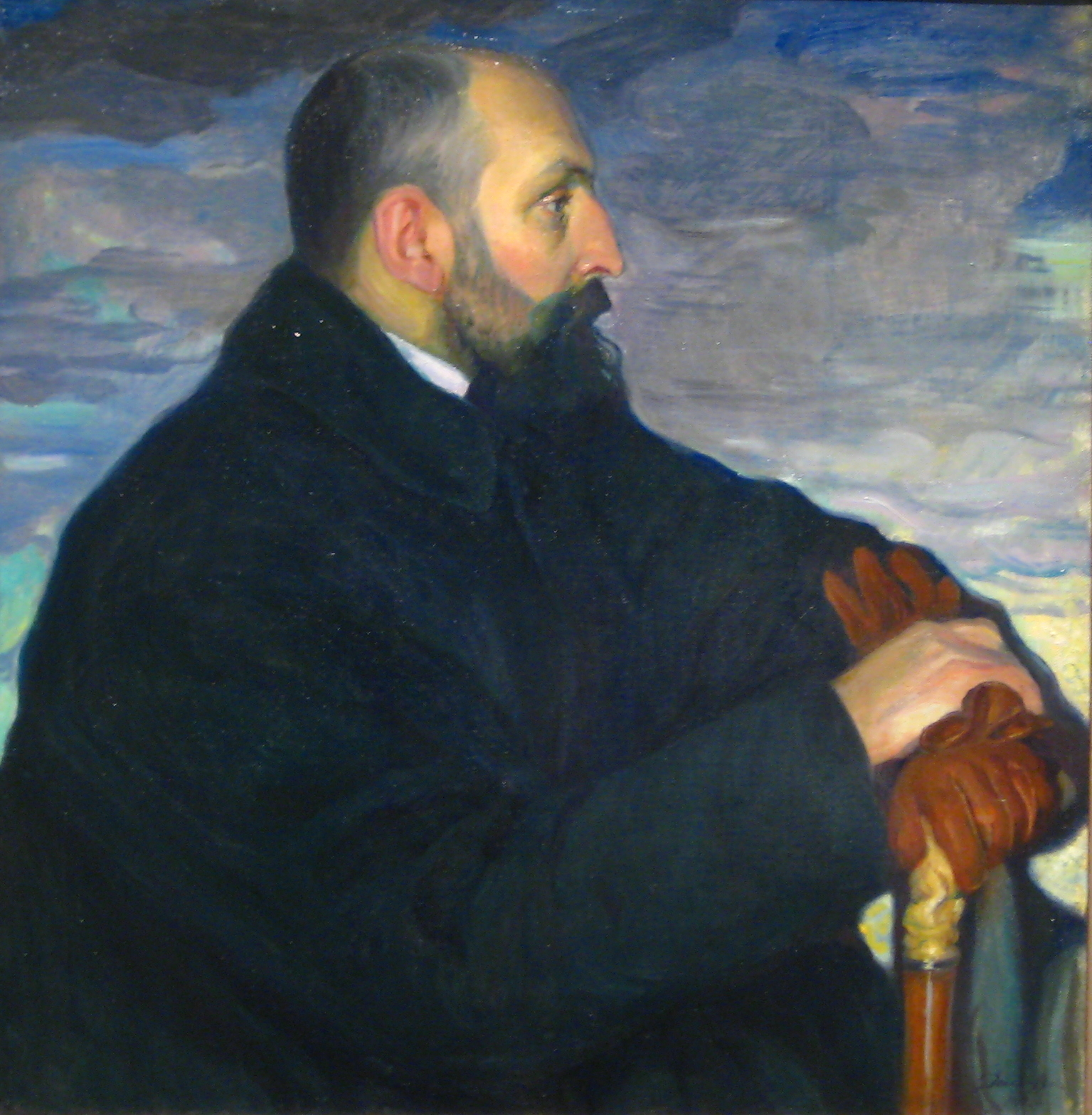
Dmitri Kardovski par Olga Della-Vos-Kardovskaïa, 1913.

## Sources
- Anatoli Krasnopivtsev (Анатолий Краснопивцев) (ru) Ольга Людвиговна Делла-Вос-Кардовская